# Irmgard Latz
Irmgard Latz es una deportista alemana que compitió para la RFA en bádminton, en las modalidades individual, dobles y dobles mixto.
Ganó cuatro medallas en el Campeonato Europeo de Bádminton, en los años 1968 y 1970.

## Palmarés internacional
| Campeonato Europeo | Campeonato Europeo        | Campeonato Europeo | Campeonato Europeo |
| Año                | Lugar                     | Medalla            | Prueba             |
| ------------------ | ------------------------- | ------------------ | ------------------ |
| 1968               | Bochum (RFA)              | Medalla de oro     | Individual         |
| 1968               | Bochum (RFA)              | Medalla de bronce  | Dobles mixto       |
| 1970               | Port Talbot (Reino Unido) | Medalla de plata   | Dobles             |
| 1970               | Port Talbot (Reino Unido) | Medalla de bronce  | Dobles mixto       |